# Dieter Nestler

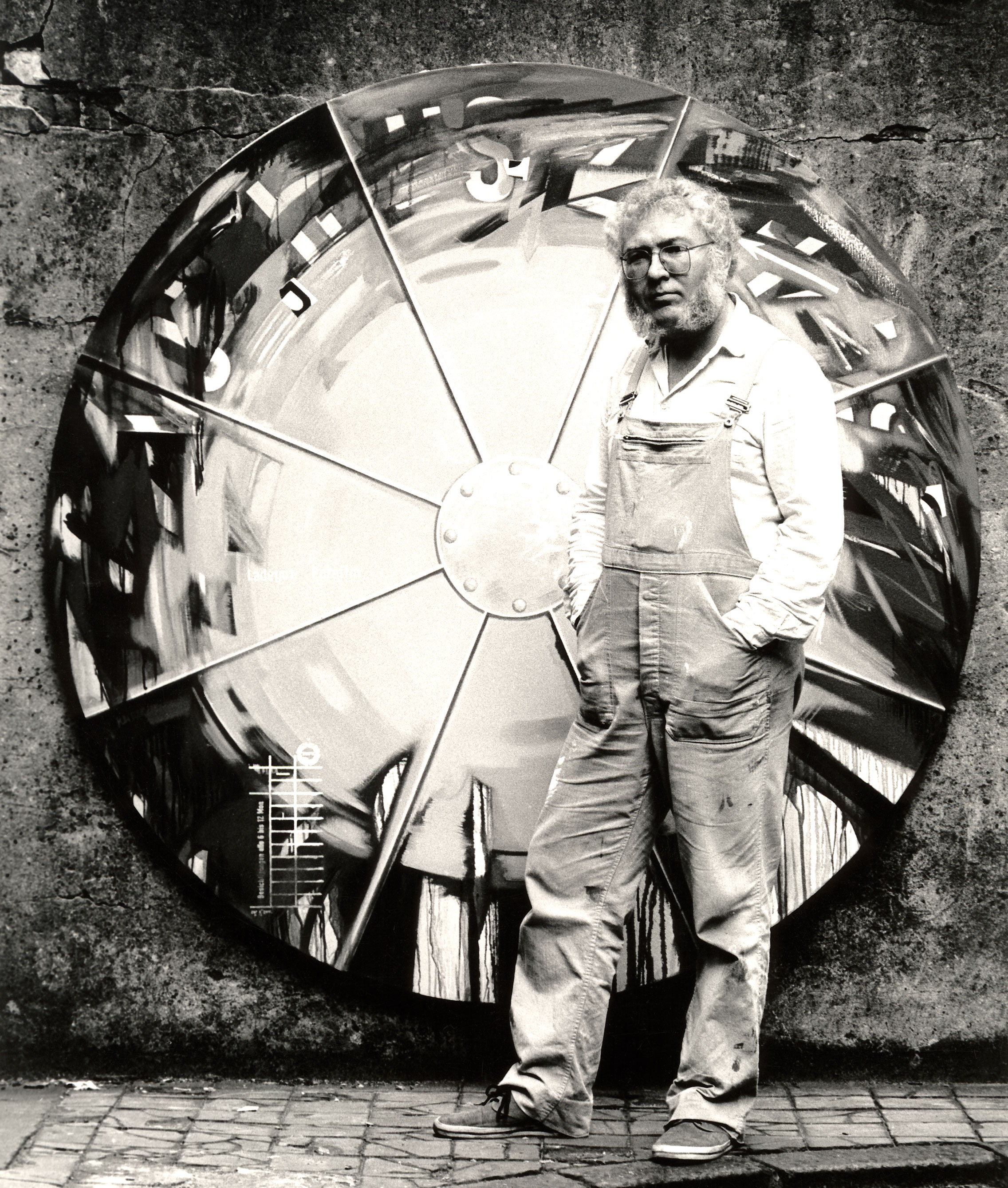
Dieter Nestler 1986

Dieter Nestler (* 4. Februar 1936 in Stettin; † 4. Juni 2014 in Hamburg) war ein norddeutscher Künstler, der sich u. a. mit der Formsprache der Transportwirtschaft beschäftigte. Er entdeckte Ende der 1970er Jahre den Hamburger Hafen für sich als faszinierenden Fundus von Zeichen und Zahlen für eigenwillige Bildideen.

## Werdegang
Dieter Nestler floh nach dem Krieg aus Stettin nach Lüneburg, wo er zur Schule ging. Nach zwei Semestern Germanistik und Philosophie in München begann er 1960 ein Kunststudium an der Hochschule für Bildende Künste Hamburg. Dort studierte er bei Georg Gresko, Friedensreich Hundertwasser, Emil Schumacher und Walter Arno. 1961 heiratete er die Hamburger Künstlerin Irene Nestler (1936–2018). Mit ihr verbanden ihn gemeinsame künstlerische Themen verbanden. Sie hatten eine Tochter.
Der Schwerpunkt seiner künstlerischen Arbeit lag ab 1979 auf der Erkundung und Verwertung der Formsprache aus der Logistik und Containerwirtschaft im Hamburger Hafen. Ihn interessierten sowohl die Strukturen der Container, als auch deren Spuren und Chiffren darauf, die sich im Laufe ihrer zahlreichen Wege durch die Welt dort angesammelt hatten. Er kombinierte die Containerstrukturen mit Landschaften. Später verabschiedete er sich von den vertikalen Strukturen und malte freie Kompositionen aus Symbolen und logistischen Zeichen.
Nestler erfand sein eigenes Label für seine Werke, das er mit NCA abkürzte (Nestrans Container Art). Er hatte sein Atelier im Hamburger Karolinenviertel. Zeitweilig arbeitete er in einer stillgelegten Bootsbauhalle am Tollerort im ehemaligen Hamburger Freihafen, wo ein wichtiger Zyklus aus großformatigen Assemblagen entstand, die sogenannten Werftstücke. Originale Bootsbauteile verband er zu neuen Kompositionen und baute in der Tradition des Objet trouvé eigenwillige Objektkästen und dreidimensionale Reliefs. Eine Ausstellung dieser Werke war 1991 im Museum für Hamburgische Geschichte zu sehen.
Ab etwa 2007 erkrankte er an Alzheimer und starb 2014 in Hamburg. Arbeiten von Dieter Nestler befinden sich im privaten und öffentlichen Besitz.

## Ausstellungen (Auswahl)
- 1964: Galerie Beckmann, Hamburg
- 1970: „junge Hamburger Künstler“, Kunsthaus Hamburg
- 1972: Galerie von Loeper, Hamburg
- 1978: Sommersalon, Kunsthaus Hamburg
- 1980: BBK Ausstellung, Hamburg
- 1985: Deutscher Künstlerbund, Hannover
- 1986: Künstlerzentrum Lübeck (Einzelausstellung)
- 1987: Kunstverein Bonn
- 1988: les arcs, Quiven/Bretagne
- 1988: Kunstverein Langenhagen (Einzelausstellung)
- 1989: BBK Ausstellung „Hafen Handel Arbeit“
- 1989: Hamburg-Vertretung Bonn
- 1991: Museum für Hamburgische Geschichte (Einzelausstellung)
- 1994: Forum alte Werft, Papenburg (Einzelausstellung)
- 1998: Schifffahrtsmuseum Rostock (Einzelausstellung)
- 2000: Speicherstadt Hamburg (Einzelausstellung)
- 2003: „Abbruch/Aufbruch“ Speicherstadt Hamburg
- 2011: Fabrik der Künste (zusammen mit Irene Nestler)